# مقر وزارة المالية (إيطاليا)

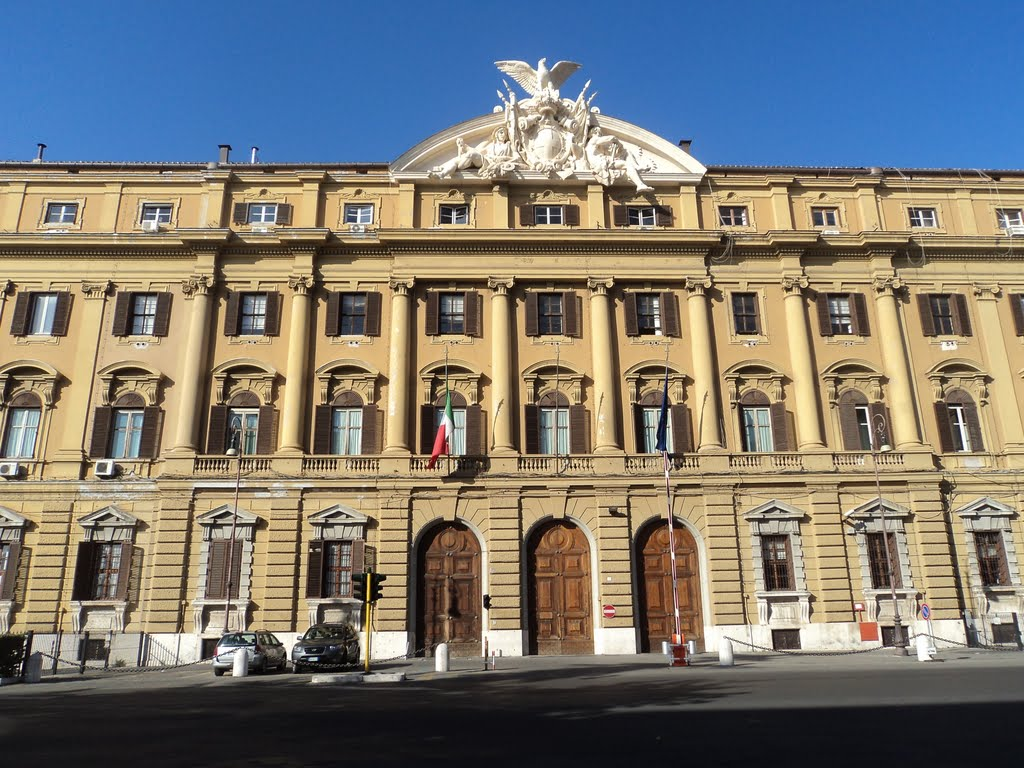
مقر وزارة المالية في إيطاليا.

قصر المالية (بالإيطالية: Palazzo delle Finanze)‏ هو قصر قديم بمدينة روما، وأصبح الآن مقر وزارة الاقتصاد والمالية في إيطاليا. يبلغ ارتفاع القصر 300 متر ويبلغ عرضه 120 متر. تم إنشائه على مساحة 152.000 متر مربع.